# Christian Doidge
Christian Rhys Doidge (* 25. August 1992 in Newport) ist ein walisischer Fußballspieler, der bei den Forest Green Rovers unter Vertrag steht.

## Karriere
Christian Doidge begann seine Karriere in den Jugendmannschaften der englischen Profivereine FC Southampton und Bristol Rovers. Nach drei Jahren in Southampton im Zeitraum von 2003 bis 2006, war er danach zwei Jahre in Bristol aktiv. Als 15-Jähriger ging er zurück nach Wales.
Doidge unterschrieb für die Saison 2009/10 beim walisischen Zweitligisten Cwmbran Celtic, nachdem er nach seiner Rückkehr aus England Vereinslos war. Ein Jahr später wechselte er zum AFC Croesyceiliog. Im November 2011 folgte ein Wechsel zum Erstligisten Barry Town United. Zwei Jahre später wechselte Doidge innerhalb von Wales zu Carmarthen Town. Mit dem Verein gewann er den Welsh League Cup.
Nach einem erfolgreichen Probetraining unterschrieb der Stürmer im August 2014 einen Vertrag über zwei Jahre beim englischen Viertligisten Dagenham & Redbridge. Nach einer Knöchelverletzung kam er erst im September zu seinem ersten Einsatz für seinen neuen Verein gegen Cheltenham Town in der League Two. In seinem vierten Ligaspiel gegen Luton Town im Oktober gelang ihm sein erstes Tor. In der Rückrunde war Doidge an den FC Dartford in die National League verliehen. In der Saison 2015/16 war er Stammspieler bei Dagenham & Redbridge und mit acht Toren bester Torschütze innerhalb der Mannschaft. Der Verein stieg am Ende der Saison als Tabellenvorletzter ab. Von den Fans und dem Verein wurde er jeweils zum Spieler des Jahres gewählt.
Doidge wechselte danach im Juni 2016 zum ambitionierten Fünftligisten Forest Green Rovers, mit dem er gleich im ersten Jahr den Sprung in die League Two erreichte. In drei Spielzeiten zeigte sich der Stürmer sehr treffsicher und konnte in 107 Partien 59 Tore erzielen. Von August bis Januar 2019 war er für ein halbes Jahr an den Zweitligisten Bolton Wanderers verliehen.
Im Juni 2019 wechselte er für eine Ablösesumme von £250.000 zum schottischen Erstligisten Hibernian Edinburgh.
Im Januar 2024 wechselte Doidge zum englischen Viertligisten Forest Green Rovers.